# امره نفیض
امره نفیض (انگلیسی: Emre Nefiz؛ زادهٔ ۲۴ نوامبر ۱۹۹۴) بازیکن فوتبال اهل ترکیه است.
از باشگاه‌هایی که در آن بازی کرده‌است می‌توان به باشگاه فوتبال اف‌اس‌وی فرانکفورت و باشگاه فوتبال غازی عینتاب‌اسپور اشاره کرد.
وی همچنین در تیم ملی فوتبال Turkey U19 بازی کرده‌است.